# Douglas A. Anderson
Douglas Allen Anderson (Valparaíso, Estados Unidos, 1959) es un autor y editor estadounidense especializado en temas de literatura fantástica y medieval, con énfasis en el análisis textual de los trabajos de J. R. R. Tolkien.
Su primer trabajo publicado fue El hobbit anotado (1988), desarrollado a partir de un estudio sobre las revisiones realizadas por Tolkien a las diversas ediciones de El hobbit tras la publicación de El Señor de los Anillos. Con El hobbit anotado ganó el Mythopoeic Scholarship Award de 1990 en la categoría de estudios sobre los Inklings. Se ha publicado una edición revisada de este libro en 2002.
Los estudios textuales de Anderson sobre El Señor de los Anillos son el núcleo de la edición estadounidense revisada publicada por Houghton Mifflin en 1987, y que incorpora varios cambios a las ediciones británicas publicadas bajo la tutela del propio Tolkien. También contribuyó con una «Nota sobre el texto» que comenta la historia de estos cambios, incorporada a ediciones posteriores con varias revisiones menores. Su ayuda a Wayne G. Hammond en J. R. R. Tolkien, A Descriptive Bibliography le valió su segundo Mythopoeic Scholarship Award en 1994.
Es coeditor, con Verlyn Flieger y Michael D. C. Drout, de la revista Tolkien Studies: An Annual Scholarly Review.

Los amplios conocimientos de Anderson sobre la historia de la literatura fantástica han sido decisivos para recuperar el mundo de Edward A. Wyke-Smith en El maravilloso país de los snergs, una fantasía infantil que Tolkien consideraba como una clara influencia de El hobbit, y ha participado en ediciones modernas de trabajos clásicos de fantasía de autores olvidados como Kenneth Morris, Clemence Housman, Leonard Cline y William Hope Hodgson.

## Libros
Libros escritos o editados por Douglas A. Anderson:
- Tolkien, J. R. R. (1988).  Douglas A. Anderson, ed. The Annotated Hobbit.
  - Tolkien, J. R. R. (diciembre de 1990). El hobbit anotado. Con introducción y notas de Douglas A. Anderson, trad. Manuel Figueroa (texto) y Rubén Masera (notas). Capellades: Minotauro. ISBN 978-84-450-7153-3.
- Morris, Kenneth (1992).  Douglas A. Anderson, ed. The Chalchiuhite Dragon.
- Cline, Leonard (1992).  Douglas A. Anderson, ed. The Lady of Frozen Death and Other Weird Tales.
- Anderson, Douglas A.; Hammond, Wayne G. (1993). Winchester Bibliographies of 20th Century Writers. J. R. R. Tolkien: A Descriptive Bibliography.
- Morris, Kenneth (1995).  Douglas A. Anderson, ed. The Dragon Path: Collected Tales of Kenneth Morris.
- Wyke-Smith, Edward A. (1995).  Douglas A. Anderson, ed. The Marvellous Land of Snergs.
- Anderson, Douglas A. (2000). The Life of Sir Aglovale de Galis.
- Anderson, Douglas A. (2002). Eyes of the God: The Weird Fiction and Poetry of R. H. Barlow.
- Tolkien, J. R. R. (2002).  Douglas A. Anderson, ed. The Annotated Hobbit (edición revisada). ISBN 0-6181-3470-0.
- Anderson, Douglas A. (2003). Tales Before Tolkien: The Roots of Modern Fantasy.
- Morris, Kenneth (2004).  Douglas A. Anderson, ed. Book of The Three Dragons.
- AA. VV. (2004). Tolkien Studies: An Annual Scholarly Review 1. Douglas A. Anderson (co-ed.). West Virginia University Press. ISBN 0-9370-5887-4.
- Lovecraft, H. P. (2005).  Douglas A. Anderson, ed. H. P. Lovecraft's Favorite Weird Tales: The Roots of Modern Horror.
- Hodgson, William Hope (2005).  Douglas A. Anderson, ed. Adrift on The Haunted Seas: The Best Short Stories of William Hope Hodgson.
- AA. VV. (2005). Tolkien Studies: An Annual Scholarly Review 2. Douglas A. Anderson (co-ed.). West Virginia University Press. ISBN 1-933202-03-3.
- AA. VV. (2005).  Douglas A. Anderson, ed. Seekers of Dreams: Masterpieces of Fantasy.
- Cline, Leonard (2005).  Douglas A. Anderson, ed. The Dark Chamber. Cold Spring Press.
- Anderson, Douglas A. (2006, sin publicar). Seekers of Dreams: Masterpieces of Fantasy.
- AA. VV. (2006). Tolkien Studies: An Annual Scholarly Review 3. Douglas A. Anderson (co-ed.). West Virginia University Press. ISBN 1-933202-10-6.
- AA. VV. (2007). Tolkien Studies: An Annual Scholarly Review 4. Douglas A. Anderson (co-ed.). West Virginia University Press. ISBN 1-933202-26-2.
- Anderson, Douglas A. (2008). Tales Before Narnia: The Roots of Modern Fantasy and Science Fiction. ISBN 978-0-345-49890-8.
- Anderson, Douglas A. (2010, anunciado). J. R. R. Tolkien: Interviews, Reminiscences, and Other Essays.
- Revista Tolkien Studies: An Annual Scholarly Review, West Virginia University Press (E-ISSN 1547-3155):[4][5]
  -  7. únicamente en formato electrónico. 2010. Falta el |título= (ayuda)
  -  6. únicamente en formato electrónico. 2009. Falta el |título= (ayuda)
  -  5. 2008. ISBN 978-1-9332-0238-9. Falta el |título= (ayuda)
  -  4. 2007. ISBN 1-9332-0226-2. Falta el |título= (ayuda)
  -  3. 2006. ISBN 1-9332-0210-6. Falta el |título= (ayuda)
  -  2. 2005. ISBN 1-9332-0203-3. Falta el |título= (ayuda)
  -  1. 2004. ISBN 0-9370-5887-4. Falta el |título= (ayuda)